# Padłazzie
Padłazzie (biał. Падлаззе; ros. Подлазье) – wieś na Białorusi, w obwodzie brzeskim, w rejonie lachowickim, w sielsowiecie Ostrów, przy drodze republikańskiej .
Wieś powstała po 1926